# شوری (کمیک)
شوری (به انگلیسی: Shuri) یک شخصیت خیالی ابرقهرمان در کتاب‌های کامیک آمریکایی منتشر شده توسط مارول کامیکس است. این شخصیت توسط نویسنده رجینالد هودلین و طراح جان رومیتا، پسر خلق شده‌است، که برای اولین بار در شمارهٔ ۲ از جلد دوم پلنگ سیاه (مه ۲۰۰۵) حضور پیدا کرد. شوری پرنسس امپراتوری خیالی واکاندا واقع در آفریقا است. او دختر تی چاکا و خواهر ناتنی تی چالا، پادشاه واکاندا محسوب می‌شود و پلنگ سیاه، عنوان و رتبه‌ای که به فرمانده ملت واگذار می‌شود.
نقش این شخصیت را لتیشیا رایت در دنیای سینمایی مارول شامل فیلم‌های پلنگ سیاه (۲۰۱۸)، انتقام‌جویان: جنگ ابدیت (۲۰۱۸)، انتقام‌جویان: پایان بازی (۲۰۱۹)، و پلنگ سیاه: واکاندا تا ابد (۲۰۲۲) ایفا کرده‌است.